# Bronius
Bronius ist ein litauischer männlicher Vorname, abgeleitet von Bronislovas.

## Namensträger
- Bronius Borisa (* 1916), sowjetlitauischer Politiker
- Bronius Bradauskas (* 1944), Politiker, Seimas-Mitglied und Umweltminister
- Bronius Kryžius (* 1960), Politiker,  Bürgermeister von Mažeikiai
- Bronius Markauskas (* 1960), Politiker, Bürgermeister der Rajongemeinde Klaipėda,  Landwirtschaftsminister und Seimas-Mitglied
- Bronius Pauža (* 1941), Politiker, Seimas-Mitglied